# Milagro Valero
Milagro Valero (10 de julio de 1988) es una política venezolana que sirvió como diputada de la Asamblea Nacional, por el circuito 4 del estado Mérida y el partido Primero Justicia.

## Carrera
Valero es licenciada en ciencias sociales. Ha sido secretaría general regional del estado Mérida del partido Primero Justicia. Fue electa como diputada por la Asamblea Nacional por el circuito 4 del estado Mérida para el periodo 2016-2021 en las elecciones parlamentarias de 2015, en representación de la Mesa de la Unidad Democrática (MUD) y por Primero Justicia. En 2016 integró la Comisión Permanente de Contraloría.
Milagro se encuentra asilada en España desde comienzos de 2019.